# Favites magnistellata
Espèce
Favites magnistellata est une espèce de coraux de la famille des Merulinidae.